# Џексон Лејк
Џексон Лејк (енгл. Jackson Lake) измишљени је лик у британској научнофантастичној телевизијској серији Доктор Ху који је тумачио Дејвид Мориси.
Он је био наставник математике из 19. века који је накратко веровао да је инкарнација Доктора пошто су његова сећања била измењена због инфо-печата Киберљуди, што га је довело до тога да постане смелији и храбрији. Међутим, како му је Десети Доктор рекао, инфо-печат му је само дао информације о Доктору, са свом његовом храброшћу и проналаском другачије врсте ТАРДИС-а као атрибутима које је већ био у стању да уради сам.

## Биографија

### Рани живот
Џексон је био наставник математике. У децембру 1851. преселио се из Сасекса у Лондон са супругом Керолајн и њиховим сином Фредериком. Убрзо су наишли на Киберљуде који су убили Керолајн и отели Фредерика. Некако је искористио инфо-печат да би се одбранио, али уређај се вратио, испуњавајући његов ум подацима који су Киберљуди прикупили о Доктору. У муци због губитка породице, ум му је експлодирао. Ушао је у стање фуге у којем је веровао да је последња инкарнација Доктора, тек регенерисаног, који пати од амнезије због напада Киберљуди.
Уверен да је Господар времена, Џексон је спасао жену по имену Розита Фариси од Киберљуди и учинио је својом сапутницом. Такође је почео да ради на сопственом ТАРДИС-у, балону на врући ваздух који је назвао „Везано аеро-отпуштање развијено у стилу” и унајмио Џеда да га чува.

### Сусрет са Доктором
Џексон је наставио да се понаша као Доктор, истражујући отмицу локалне деце као и сопствени „нестанак”. Његови подвизи убрзо су га довели у контакт са Десетим Доктором. У почетку, Доктор је веровао да ће Џексон бити једна од његових будућих инкарнација, али је почео да сумња да то није случај када је Џексон покушао да употреби обичан шрафцигер да одбије нападачке Кибрерсенке. Пошто је пронашао довољно доказа, открио је Џексонов прави идентитет и открио му га. Са изненадним сазнањем да он није оно што је мислио да јесте, Џексон је доживео слом и рекао Розити да прати Доктора, док се он суочи са Мерси Хартиган.
Доктор и Розита су открили локацију отете деце док се Џексон суочавао са разорном истином. Пошто је повратио већину свог памћења, али не могавши да се сети шта су му Киберљуди „узели”, смогао је храбрости да се придружи Розити и Доктору, наоружавши се бандолиром пуним инфо-печата. Користећи уређаје за напад на Киберљуде, Џексон, Розита и Доктор су се пробили испод реке Темзе, где су отета деца коришћена као робовска радна снага, приморана да конструишу Киберкраља, масивно оружје и фабрику за Кибер-преображај, креирану за инвазију на Земљу. Док су Доктор и Розита извукли децу, Џексон се потпуно опоравио, сећајући се да су Киберљуди отели Фредерика.
Пронашавши сина у фабрици, али превише одузет од страха да би га спасио, Џексон се зачудио кад је Доктор скочио у акцију и спасао дечака. Одводећи Фредерика на сигурно са Розитом, Џексон је са улице посматрао како Доктор узима његов ТАРДИС балон да би се супротставио Хартигановој и окончао претњу Киберљуди. Пошто је поделио сећања на Доктора са инфо-печата, знао је да се Доктору ретко захваљује за подвиге па је окупио окупљене људе да навијају за Доктора пошто је послао Киберкраља у Временски вортекс.
Пошто је криза избегнута, Џексон и Доктор су се срели близу правог ТАРДИС-а. Пошто је Џексон сада удовац који брине о малом сину, није било говора о томе да ће Доктор позвати Џексона да му се придружи на његовим путовањима. Ипак, Џексон га је замолио да погледа унутрашњост ТАРДИС-а на шта је Доктор пристао. Савладан неверицом, Џексон се присилио да изађе, одушевљен што је коначно видео брод. Пошто се поново нашао са својим сином и именовао Розиту за дадиљу, Џексон је позвао Доктора на божићну вечеру, што је Доктор одбио, чак и када је Џексон предложио да то буде „у част оних које смо изгубили”. Међутим, како је Џексон наваљивао, Доктор је на крају прихватио.

### Каснији живот
Џексон је почео да пише роман заснован на свом искуству са Доктором под насловом Човек два ума, који је укључивао „Доктора”, „Господина Смита” и Киберљуде, а који је објављен 1860. године. Иако је представљена као измишљена, неки су тачно нагађали да је књига аутобиографски приказ његових истинских искустава.

## Личност
Првобитно је Џексон био помало стидљив и просечан човек. Међутим, због дејства инфо-печата, који га је натерао да поверује да је он заправо Доктор, Џексон је постао храбар, полетан јунак. Када су му се сећања вратила, његово самопоуздање је спласнуло, али, како се претња Киберљуди назирала, пронашао је праву храброст дубоко у себи. Доктор је обавестио Џексона да је његово јунаштво његово лично дело, а не непосредно дејство инфо-печата, јер му је то само дало подстрек. Чак и пошто се његов прави идентитет поново потврдио, Џексон је задржао велики део знања које је стекао кроз своје кратко искуство у улози Доктора, због чега је осећао вртоглавицу, иако му је било тешко да прихвати стварност Докторовог ТАРДИС-а, јер га је уместо тога погрешно протумачио као балон на врући ваздух пре него што му је дозвољено да уђе у онај прави.
Доктор је такође приметио да је Џексон био невероватно бриљантан сам по себи, будући да је био у стању да искористи знање вековима испред викторијанске ере како би створио сопствено путујуће возило у облику Привезаног ваздушног ослобађања развијеног у стилу, које је засновао на ТАРДИС-у.
Џексон се такође показао способним за саосећање, као што се показало када је много ризиковао да помогне Розити, сажалио се свих уништених Киберљуди и разумео Докторов бол од губитка.

## Костим
Када је Џексон упознао Доктора, носио је капут од жутог дижонског твида са тамносмеђом карицом, кошуљу боје слоноваче испод прслука од бордо и тиркизног пејслија, кравату златне боје, црне панталоне и црне ципеле. На прслуку је носио и обичан сат, али онај на коме су били урезани његови иницијали ради препознавања, који је Доктор заменио за модул биоподатака Камелеонског лука. Када је био на отвореном, посебно ноћу, носио је дугачак смеђи Инвернес капут.
Џексон је такође носио сопствену варијанту соничног шрафцигера, иако је то био обичан шрафцигер. Када је упитан како је то „соничан”, рекао је да је испустио звук, демонстрирајући га коцкајући по оквиру врата.